# 프리넥스 표준형
수리논리학에서 프리넥스 표준형(prenex標準型, 영어: prenex normal form)은 모든 한정 기호가 앞에 와 있는 1차 논리 공식의 형태이다.

## 정의
프리넥스 표준형인 1차 술어 논리 공식은 다음과 같은 형태의 공식 {\displaystyle \phi }이다.
{\displaystyle \phi =\phi _{\text{prefix}}\phi _{\text{matrix}}}
여기서
- {\displaystyle \phi _{\text{prefix}}}는 기호 {\displaystyle \exists }와 {\displaystyle \forall } 및 변수만을 포함하는 문자열이다. 특히, {\displaystyle \land }나 {\displaystyle =} 및 기타 연산·관계를 포함하지 않는다. 이를 {\displaystyle \phi }의 접두사(영어: prefix 프리픽스[*])라고 한다.
- {\displaystyle \phi _{\text{matrix}}}는 기호 {\displaystyle \forall }을 포함하지 않는 문자열이다. 즉, 변수와 {\displaystyle \lnot }, {\displaystyle \land }, {\displaystyle =} 및 기타 연산·관계만으로 구성된다. 이를 {\displaystyle \phi }의 매트릭스(영어: matrix)라고 한다.

## 알고리즘
모든 1차 논리 공식은 프리넥스 표준형인 명제와 동치이며, 주어진 공식과 동치인 프리넥스 표준형 공식은 다음과 같이 찾을 수 있다. 편의상, 모든 논리합({\displaystyle \lor })이나 함의({\displaystyle \implies })를 논리곱({\displaystyle \land }) 및 부정({\displaystyle \lnot })으로 나타내자. 그렇다면 1차 논리 공식을 다음과 같이 변환시킨다.
- {\displaystyle (\forall x\colon \phi )\land \psi }를 {\displaystyle \forall x'\colon (\phi [x'/x]\land \psi )}로 변환시킨다. 여기서 {\displaystyle x'}은 {\displaystyle \psi }에 포함되지 않는 임의의 변수이다.
- {\displaystyle (\exists x\colon \phi )\land \psi }를 {\displaystyle \exists x'\colon (\phi [x'/x]\land \psi )}로 변환시킨다. 여기서 {\displaystyle x'}은 {\displaystyle \psi }에 포함되지 않는 임의의 변수이다.
- {\displaystyle \lnot \exists x\colon \phi }를 {\displaystyle \forall x\colon \lnot \phi }로 변환시킨다.
- {\displaystyle \lnot \forall x\colon \phi }를 {\displaystyle \exists x\colon \lnot \phi }로 변환시킨다.

## 역사와 어원
프리넥스(영어: prenex)라는 단어는 라틴어: praenexus 프라이넥수스[*](묶인, 고정된)에서 왔다. 이 용어는 다비트 힐베르트와 파울 베르나이스의 1938년 저서 《수학의 기초》(영어: Grundlagen der Mathematik)에서 최초로 사용하였다.

## 같이 보기
- 1차 논리
- 스콜렘 표준형